# José Carnicero
José Carnicero Rodríguez (1876-1936) fue un arquitecto modernista y político republicano español.

## Biografía
Nacido el 29 de marzo de 1876 en Madrid, en la zona del distrito de Inclusa, era hijo del concejal Rafael Carnicero. Titulado como arquitecto en 1907, sus obras, con las que se convirtió en uno de los arquitectos preferidos por los promotores de la época en la capital española, incorporan elementos modernistas. Su proyecto en Madrid en mejor estado de conservación es la reforma del edificio de la calle Infantas 23.
Elegido en las elecciones municipales de noviembre de 1911 por el distrito de Inclusa dentro de la candidatura de la conjunción republicano-socialista, desempeñó el cargo de concejal del Ayuntamiento de Madrid, cargo del que tomó posesión el 1 de enero de 1912. Fue igualmente arquitecto municipal de la villa durante muchos años.
Falleció el 11 de septiembre de 1936.